# 升庵詩話
《升庵詩話》，明朝楊慎撰，有八卷及十二卷本。
升庵詩話刻入《升庵文集》，共八卷，刻入《升庵外集》，共十二卷，刻入《丹鉛總錄》，共四卷。1983年中华书局出版《历代诗话续编》本。